# Astragalus utahensis
Astragalus utahensis är en ärtväxtart som först beskrevs av John Torrey, och fick sitt nu gällande namn av John Torrey och Asa Gray. Astragalus utahensis ingår i släktet vedlar, och familjen ärtväxter. Inga underarter finns listade i Catalogue of Life.